# Crocidura canariensis
La musaraña de Canarias (Crocidura canariensis) es una especie de mamífero soricomorfo de la familia de los sorícidos. Se trata de una musaraña endémica de las islas  Canarias (España). Es de carácter tímido, lo que la hace difícil de ver. En 1984 se indica la presencia de esta musaraña en las islas, y se la cita como Crocidura russula ssp. yebalensis, una subespecie de musaraña gris que habita en el norte de África. Posteriormente, en 1987, se la describe como una nueva especie, aunque continúan los estudios para aclarar la posición taxonómica de la especie.

## Descripción
Es un crocidurino de talla media, con orejas largas igual que el pelaje, de color pardogrisáceo oscuro. La cola, las orejas y las extremidades tienen un color más claro y están cubiertas de pelos finos y blancuzcos. En época de cría forman caravanas, sujetándose a la cola de la cría delantera.

## Distribución
Especie endémica de las Islas Canarias. Se localiza en las islas de Fuerteventura y Lanzarote y en los islotes de Lobos y Montaña Clara, situados en la parte oriental del archipiélago.

## Hábitat
Crocidura canariensis es una especie de ambiente semidesértico de malpaís y lava con poca o ninguna vegetación, zonas arenosas con rocas, barrancos y áreas de cultivo abandonadas con paredes de piedras. Se localizan desde los 10 m s. n. m.

## Depredación
Sus principales depredadores son lechuzas, roedores y gatos.

## Amenazas
Las dificultades para la supervivencia de las poblaciones son la destrucción de sus hábitats y la acción depredadora de los gatos, en los lugares de extensión reducida, como son los islotes.